# Prosopigastra
Prosopigastra is een geslacht van vliesvleugelige insecten van de familie van de graafwespen (Crabronidae).

## Soorten
- P. bulgarica Pulawski, 1979
- P. creon (Nurse, 1903)
- P. handlirschi Morice, 1897
- P. kohli Mercet, 1907
- P. orientalis Beaumont, 1947
- P. punctatissima A. Costa, 1867
- P. zalinda Beaumont, 1955